# Nasz Głos: czasopismo regionalne Ziemi Augustowskiej

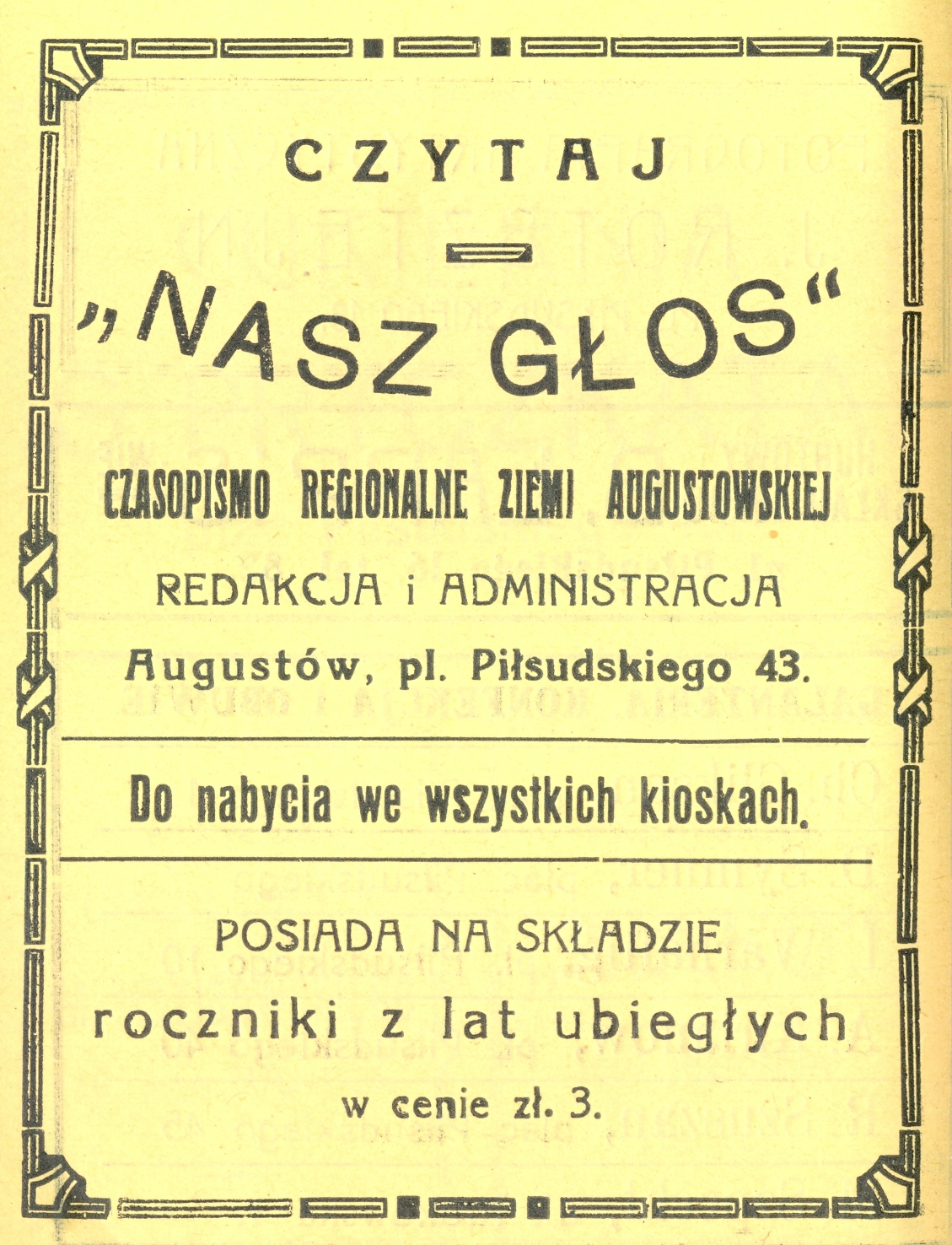
Reklama „Naszego Głosu” opublikowana w przewodniku Pojezierze Augustowsko-Suwalskie, Augustów 1937

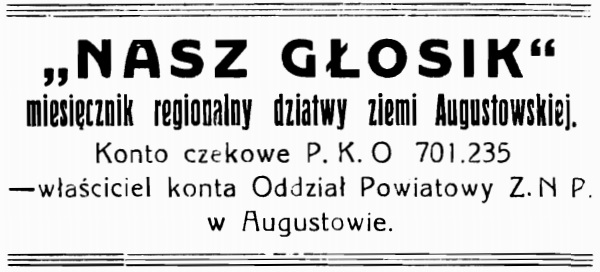
Reklama „Naszego Głosiku”

Nasz Głos : czasopismo regjonalne – miesięcznik wydawany w Augustowie od 1932 do 1939 r. Od 1934 r. (nr 1) zmiana podtytułu: z czasopismo regjonalne na czasopismo regjonalne Ziemi Augustowskiej.

## Historia
„Nasz Głos” był pierwszym czasopismem ukazującym się regularnie w Augustowie. Wcześniej w 1919 ukazywała się krótko „Gazeta Augustowska”, zaś w 1930 pojawiła się augustowska mutacja „Gospodarza Polskiego” z informacjami regionalnymi na pierwszej i ostatniej stronie, jednak oba czasopisma były efemerydami.
Inicjatorem wydawania „Naszego Głosu” było augustowskie środowisko nauczycielskie. 10 czerwca 1932 r. na posiedzeniu zarządu Oddziału Powiatowego ZNP zapadła decyzja o powołaniu do życia lokalnego miesięcznika. Głównym wnioskodawcą i inspiratorem działań z tym związanych był Henryk Kodź – późniejszy redaktor naczelny tytułu. Pierwszy numer ukazał się 1 lipca 1932.
Początkowo „Nasz Głos” drukowano w augustowskiej drukarni prowadzonej przez braci Aleksandra i Antoniego Krzywińskich mieszczącej się przy ulicy 3-ga Maja 59. Od 1936 r. (od numeru 6) drukiem periodyku zajęła się suwalska drukarnia kierowana przez Klotyldę Dargielową (Suwałki, ul. Kościuszki 94) i to właśnie tu został wydany ostatni numer czasopisma – 5–6/1939
Wydawcą periodyku był Związek Nauczycielstwa Polskiego, oddział w Augustowie z siedzibą przy placu Piłsudskiego nr 43 (obecnie Rynek Zygmunta Augusta), tu znajdowała się również redakcja i administracja tytułu. W skład pierwszej redakcji wchodzili: Henryk Kodź, Łucja Mościcka (nauczycielka historii w seminarium nauczycielskim), Józef Witek (instruktor oświaty pozaszkolnej), Hubert Kamiński i Aleksander Obiedziński (odpowiedzialny za administrację i kolportaż). Z redakcją stale współpracowali m.in. Stefan Bykowski, Antoni Karp, Leon Koffler.
Za szatę graficzną periodyku odpowiadali m.in.: Hubert Kamiński i J. Obiedziński (projekt okładki). Materiał ikonograficzny towarzyszący publikowanym tekstom prezentował się bardzo skromnie – autorami niewielu czarno-białych fotografii byli m.in. Ch. Łapp, H. Kodź, M. Marek, St. Bykowski, J. Rotsztejn.
Nakład wahał się od 200 do 500 egzemplarzy, przy czym jak pisał Jarosław Szlaszyński, w prenumeracie rozchodziło się 320 egzemplarzy. Jeden numer liczył od 8 do 20 stron druku, oczywiście podwójne numery były z reguły obszerniejsze (np. 26 stron). Zazwyczaj w obrębie jednego rocznika stosowano ciągłe numerowanie stron, jedynie w wydaniach z lat 1932–1933 zastosowano indywidualne liczbowanie stron dla każdego numeru. Sprzedażą tytułu zajmowały się kioski. Cena egzemplarza wynosiła 30 groszy, natomiast wydanie luksusowe numeru – 50 groszy.
„Nasz Głos” był czasopismem o charakterze społeczno-kulturalnym, regionalnym. Dużo miejsca poświęcano w nim treściom dotyczącym historii regionu, turystyki, krajoznawstwa. Poruszano również tematy istotne dla środowiska nauczycielskiego, przy czym starano się tematycznie nie wychodzić poza ramy życia powiatu (…) Kwestie szersze (...) dotyczące życia państwowego mają dostateczną ilość czasopism ogólnopolskich.
Według tekstu programowego, zamieszczonego w pierwszym numerze, czasopismo miało mieć inny charakter w roku szkolnym, a inny w czasie wakacji . W trakcie roku szkolnego miało skupiać, organizować i rozwijać życie społeczne powiatu augustowskiego . W czasie wakacji, w związku z przybywającymi do Augustowa turystami, miało być łącznikiem między gości a miejscowym społeczeństwem i skupiać się na sprawach turystyczno-sportowych oraz propagowaniu regionu .

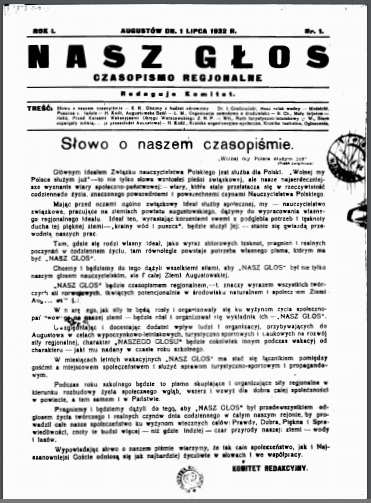
Nasz Głos - wydanie z 1932 r.
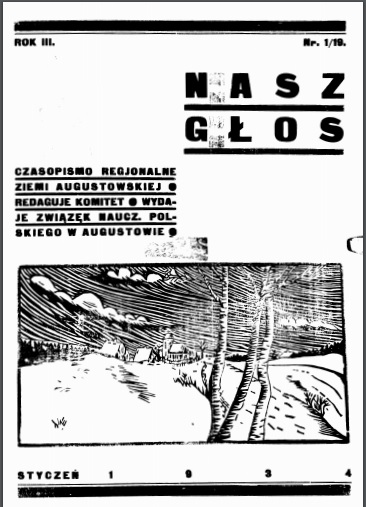
Nasz Głos - wydanie z 1934 r.
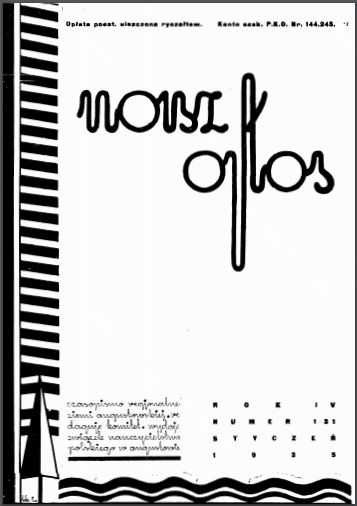
Nasz Głos - wydanie z 1935 r.
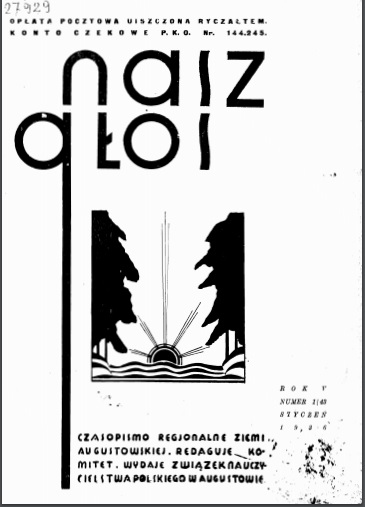
Nasz Głos - wydanie z 1936 r.

## „Nasz Głosik”
Z inicjatywy „Naszego Głosu”, od grudnia 1935 r. zaczęto wydawać pismo adresowane do dzieci i młodzieży „Nasz Głosik”. Pismo miało kształtować postawy patriotyczne, przedstawiać historię regionu oraz promować hasła ciągłej pracy nad sobą. Redagowane było przez uczniów pod kierunkiem Władysława Feinera. „Nasz Głosik” ukazywał się w nakładzie 3 tys. egzemplarzy, zaś egzemplarz kosztował 3 grosze. Z powodu niskiej ceny, niepokrywającej kosztów papieru i druku, pismo nie przetrwało – ostatni jego numer wydano 15 czerwca 1936.

## Biblioteczka Regionalna „Naszego Głosu”
„Nasz Głos” przygotował również serię wydawnictw książkowych (niewielkich objętościowo) ukazujących się pod wspólnym tytułem: Biblioteczka Regionalna „Naszego Głosu”.
- Nasza praca spółdzielcza, red. J. Witek, H. Kodź, Augustów 1934
- Dom Nauczycielski : 15-stolecie Spółdzielni Z. N. P., Augustów 1936
- Pojezierze Augustowsko-Suwalskie : przewodnik krajoznawczy i turystyczno-letniskowy, przew. kom. red. J. Witek, Augustów 1937
- Krasnybór czyli Sztabin i Karol Hr. Brzostowski, L. Pietrusiński, Augustów 1938
- Pan Bóg nie zabacuł, T. Jagłowska, Augustów 1938

## Redaktorzy naczelni „Naszego Głosu”
- 1932 r. – Józef Witek[c] (nr 1–6)
- 1933 r. – Józef Witek (nr 1–12)
- 1934 r. – Józef Witek (nr 1–7); Henryk Kodź[d] (nr 8–12)
- 1935 r. – Henryk Kodź (nr 1–12)
- 1936 r. – Henryk Kodź (nr 1–5); Józef Witek (nr 6–12)
- 1937 r. – Józef Witek (nr 1–3); Henryk Kodź (nr 4–13)
- 1938 r. – Henryk Kodź (nr 1–7); Józef Figiel[e] (nr 8–12)
- 1939 r. – Józef Figiel (nr 1–5/6)